# Фарварщук Дмитро Андрійович
Дмитро Андрійович Фарварщук  (21 вересня 1919, село Водички, тепер Хмельницького району Хмельницької області — 18 травня 2007, місто Київ) — український радянський партійний діяч, секретар Одеського обласного комітету КПУ, 1-й секретар Ренійського районного комітету КПУ Одеської області, 1-й секретар Білгород-Дністровського міського комітету КПУ Одеської області.

## Біографія
Народився в селянській родині.
З жовтня 1939 року — в Червоній армії. Учасник німецько-радянської війни. Служив старшим авіаційним техніком з ремонту літаків у комендатурі № 116 Військово-повітряних сил Московського військового округу, техніком авіаційної ланки 139-го гвардійського винищувального авіаційного полку 303-ї винищувальної авіаційної дивізії та техніком авіаційної ланки 207-го бомбардувального авіаційного полку.
Член ВКП(б) з 1941 року.
Освіта вища. Після демобілізації перебував на партійній роботі.
До 1961 року — 1-й секретар Ренійського районного комітету КПУ Одеської області.
У 1961—1962 роках — 1-й секретар Білгород-Дністровського міського комітету КПУ Одеської області.
У грудні 1962 — січні 1963 року — секретар партійного комітету Білгород-Дністровського виробничого управління Одеської області.
14 січня 1963 — 4 грудня 1964 року — секретар Одеського сільського обласного комітету КПУ з питань ідеології та завідувач ідеологічного відділу Одеського сільського обласного комітету КПУ.
4 грудня 1964 — 15 лютого 1966 року — секретар Одеського обласного комітету КПУ.
З 1966 року — начальник Одеського обласного управління сільського господарства.
Потім — персональний пенсіонер в місті Києві.

## Звання
- технік-лейтенант

## Нагороди
- орден Вітчизняної війни ІІ ст. (6.04.1985)
- орден Червоної Зірки (22.02.1945)
- ордени
- медаль «За бойові заслуги» (28.02.1944)
- медаль «За перемогу над Німеччиною у Великій Вітчизняній війні 1941—1945 рр.»